# Matchless Model 2 3 HP Twin Lightweight
Het Model 2 3 HP Twin Lightweight is een motorfiets die het Britse merk Matchless in 1912 op de markt bracht. 

## Voorgeschiedenis
Matchless was in 1878 opgericht als rijwielfabriek door Henry Herbert Collier. In 1899 begon Collier te experimenteren met clip-on motoren van De Dion, die hij eerst boven het voorwiel, later onder het zadel en uiteindelijk bij de trapperas monteerde. In de loop van de jaren nul werd een flink aantal motorfietsmodellen gebouwd, altijd met inbouwmotoren van andere bedrijven, zoals MMC, MAG, Antoine, White & Poppe en vooral JAP. Collier's zoons Harry (1884) en Charlie (1885) kwamen al op jonge leeftijd in het bedrijf en zorgden voor veel reclame in de motorsport. Zij waren de mede-initiatiefnemers van de Isle of Man TT, die ze beiden (Charlie 2x en Harry 1x) wisten te winnen met motorfietsen uit het eigen bedrijf. Rond 1909 waren ze ook al betrokken bij de ontwikkeling van nieuwe modellen, waaronder hun eigen racemotoren. In 1912 ontwikkelden de broers al hun eigen motorblokken. Onder de eerste modellen was het Model 2 3 HP Lightweight.

## Model 2 3 HP Lightweight
Het Model 2 3 HP Lightweight was een tweecilinder (V-twin) die vrijwel identiek was aan de eencilinder Matchless Model 2 2½ HP Lightweight. Ook de cilindermaten warden identiek: de boring bedroeg 70 mm en de slag 76 mm, maar door de twee cilinders was de cilinderinhoud verdubbeld tot exact 585 cc en het vermogen bedroeg officieel 3 pk. Het is mogelijk dat het hier om het fiscaal vermogen ging, dat berekend werd op basis van de boring en het aantal cilinders waardoor de machine in een lage belastingklasse viel, terwijl het werkelijke vermogen hoger lag. De Matchless Model 2 3 HP Lightweight was eenvoudig geconstrueerd, met een open brugframe waarin het blok was gehangen. Voor was een handbediende velgrem gemonteerd, achter werd geremd door een belt rim brake, een rem die werkte op de velg van de aandrijfriem. Deze riem bracht het vermogen in een verhouding van 1:5 naar het achterwiel, zonder tussenkomst van een koppeling of versnellingsbak. Boven op de flattank zat een gereedschapskistje met boordgereedschap. Voor 40 Guineas kreeg de klant de complete machine, met kentekenplaten en een standaard op het voor- en het achterwiel. Voor 10 Guineas extra werd een drieversnellingsnaaf met free engine hub in het achterwiel gemonteerd. Deze prijzen waren exact gelijk aan die van de eencilinder Model 2 2½ HP Lightweight. Klanten waren in die tijd waarschijnlijk niet bereid om veel meer te betalen voor een tweecilinder die als trager werd beschouwd. In de Senior TT van 1912 mochten tweecilinders tot 585 cc meedoen, terwijl de snellere eencilinders slechts 500 cc mochten meten. Voor aspirant-coureurs leverde Matchless het eencilinder- Model 4 3½ HP TT.